# 호베쓰정
호베쓰정(일본어: 穂別町)은 일본 홋카이도 남부, 이부리 지청 관내에 설치되었던 정이다.
현재의 호베쓰강을 가리키는 아이누어에서 유래했다.

## 역사
- 1919년 - 니완촌이 성립하였다.
- 1929년 - 호베쓰촌이 개칭되었다.
- 1962년 1월 1일 - 정으로 승격해, 호베쓰정이 되었다.

## 교통

### 철도
- 홋카이도 여객철도 히다카 본선

### 도로
- 도오 자동차도 (무카와호베쓰 나들목)
- 국도 274호선